# Heike Weber
Heike Weber (* 29. März 1962 in Neustrelitz, geboren als Heike Lehmann, früher Heike Grund) ist eine ehemalige deutsche Volleyball- und Beachvolleyballspielerin.

## Sportliche Karriere Halle
Heike Weber begann mit dem Volleyball bei ihrem Heimatverein SG Dynamo Neustrelitz-Süd und spielte seit Ende der 1970er Jahre Volleyball beim SC Dynamo Berlin, mit dem sie fünfmal DDR-Meister wurde und 1985 den Europapokal der Landesmeister gewann. Mit der DDR-Nationalmannschaft gewann sie 1980 bei den Olympischen Spielen in Moskau die Silbermedaille und wurde 1983 im eigenen Land Europameister. Nach der Wende in der DDR spielte sie in der Ersten und Zweiten Bundesliga bei Rudow Berlin, Bayern Lohhof, beim 1. VC Hamburg, SC Langenhorn und zuletzt bis 1998 beim TV Fischbek.
Mit ihren Mannschaftskameradinnen wurde sie 1980 für den Gewinn der Silbermedaille bei den Olympischen Spielen mit dem Vaterländischen Verdienstorden in Bronze ausgezeichnet.

## Sportliche Karriere Beach
Heike Weber spielte im Sand von 1992 bis 1997 meist an der Seite von Andrea Marunde.